# Jacob Waitz
Jacob Waitz, auch Jakob Weitz, (* 3. August 1641 in Schmalkalden als Jacob Friedrich Waitz; † 1723) war ein deutscher Arzt, Bürgermeister und Steuereinnehmer der Stadt Gotha, sowie Mitglied der Gelehrtenakademie „Leopoldina“.

## Leben
Jacob Waitz wurde als Sohn des Stadtphysikus Johann Daniel Waitz und dessen Ehefrau Catharina Zierfelde geboren. Der Vater Johann Daniel Waitz war ein wohlhabender Bürger der Stadt Schmalkalden und übte das Amt des Bürgermeisters und des Kirchenältesten aus.
Jacob Waitz war Student der Medizin in Leipzig, Wittenberg, Jena und Utrecht. Er wurde Consul, Leibarzt und Bürgermeister sowie Steuereinnehmer der Stadt Gotha. Er beschäftigte sich mit Alchimie. Auch der Herstellung von Geheimtinte galt sein Interesse.
Am 7. Dezember 1682 wurde Jacob Waitz mit dem Beinamen AESON II. als Mitglied (Matrikel-Nr. 111) in die Leopoldina aufgenommen.

## Werke
- Waitz, Jacob: Bedencken über die Wahre Alchymian, Chymischer Wegweiser/Das ist sichere Anweisung zur Chimischen Kunst/Darinnen durch einen kurtzen Weg und leichte Handgriffe gewiesen wird wie man allerley Artzneyen durch die Chimie bereiten kan. Erst in Französischer Sprach beschrieben von Christophoro Glaser, Ordinar–Apotheker des Königes und Ihrer Durchläuchtigkeit des Hertzogs von Orleans in Pariß; Anietzo aber auf Begehren in unsere Teutsche Sprache übersetzet von einem Philochimico, Verlegt von Mattäo Bircknern, Buchh. in Jena und Helmstädt 1696, dto. August Boetius Gotha 1696.
- mit Dorothea Juliana Wallich: Das Mineralische Gluten, Doppelter Schlangen Stab, Mercurius Philosophorum, Langer und kurzer Weg zur Universal-Tinctur, 1705, 1722, 1763.

## Ehrung
Im Jahr 1714 entstand in Gotha eine Medaille, die auf der einen Seite das Porträt von Dr. Jacob Waitz zeigte, auf der Rückseite ein alchemistisches Motiv, den „Philalethanischen Nuclei“.